# Saccopteryx
Saccopteryx is een geslacht van zoogdieren uit de familie van de schedestaartvleermuizen (Emballonuridae). De wetenschappelijke naam van het geslacht werd in 1811 gepubliceerd door Johann Karl Wilhelm Illiger.

## Soorten
Er worden 5 soorten in dit geslacht geplaatst:
- Saccopteryx antioquensis J. Muñoz & Cuartas-Calle, 2001
- Saccopteryx bilineata (Temminck, 1838)
- Saccopteryx canescens O. Thomas, 1901
- Saccopteryx gymnura O. Thomas, 1901
- Saccopteryx leptura (von Schreber, 1774)